# Скарятины
Скарятины (в старину Скорятины) — дворянский род.
Род Скарятиных внесён в VI и II части родословных книг Казанской, Курской, Санкт-Петербургской, Тамбовской, Московской, Тверской, Орловской и Тульской губерний.

## Представители рода
В XVII веке несколько Скарятиных было стольниками и стряпчими.
- Скарятин, Василий  Тихонович (Скарятович)
  - Скарятин, Иван Васильевич
  - Скарятин, Фёдор Васильевич (?—1839)
    - Скарятин, Яков Фёдорович (1780—1850) — участник заговора против императора Павла I.
      - Скарятин, Фёдор Яковлевич (1806—1835) — кавалергард, адъютант князя Д. В. Голицына, талантливый художник.
      - Скарятин, Григорий Яковлевич (1808—1849) — генерал-майор
      - Скарятин, Владимир Яковлевич (1812—1870/1871) — егермейстер двора; был случайно убит во время медвежьей охоты.
        - Скарятин, Владимир Владимирович (1847—1919) — генерал-лейтенант, егермейстер двора.
          - Скарятин, Михаил Владимирович (1883—1963) — исследователь Каббалы, оккультист и египтолог.

      - Скарятин, Александр Яковлевич (1815—1884) — дипломат, гофмейстер двора; певец и композитор-любитель, коллекционер старинных нот.
      - Скарятин, Дмитрий Яковлевич (1819 — после 1865) — малоархангельский предводитель дворянства, действительный статский советник.
      - Скарятин, Николай Яковлевич (1821—1894) — казанский губернатор, тайный советник.

    - Скарятин, Василий Фёдорович
      - Софья Васильевна (1802—1890) — жена А. П. Римского-Корсакова

  - Скарятин, Николай Васильевич

- Скарятин, Владимир Дмитриевич (1825—1900) — русский писатель, публицист и издатель, редактор газет «Русский листок» и «Весть».
- Скарятин, Николай Дмитриевич (1827—1888) — военный моряк, орденоносец, участник обороны Севастополя.

- Сергей Иосифович Скарятин — капитан 1-го ранга, отличился (в чине лейтенанта) в сражении с турками.

## Описание герба
В Гербовник внесены две фамилии этого имени, из которых одна пишется Скарятин, другая Скорятин:
1. Скарятины, пожалованные деревнями в 1619 году (Герб. Часть VI. № 50).
2. Сергей Скорятин, произведенный в мичманы в 1819 году (Герб. Часть X. № 123).

#### Герб Скарятиных 1785 г.
В Гербовнике Анисима Титовича Князева 1785 года имеется изображение печати с гербом Василия Тихоновича Скарятина: серебряное поле щита, имеющего круглую форму и кайму по кругу, разделено вертикально и горизонтально на четыре части. В первой и четвертой частях, изображены светло-коричневые драконы, мордами обращенные вправо. Во второй и третьей частях, светло коричневая стрела острием обращенные к левому верхнему углу. Щит увенчан дворянской короной (дворянский шлем, нашлемник и намёт отсутствуют). Вокруг щита фигурная виньетка

#### Герб. Часть VI. № 50.
Щит разделён на четыре части, из них в первой и четвёртой в золотом поле изображено по одному чёрному крылатому змию с красными крыльями. Во второй в голубом поле диагонально с левого нижнего угла означен золотой меч и по сторонам него серебряный полумесяц, рогами к мечу обращённый и шестиугольная звезда. В третьей части в голубом же поле крестообразно положены две золотых стрелы, летящих вверх.
На щите дворянский коронованный шлем. Нашлемник: три страусовых пера. Намёт на щите голубой, подложенный золотом. Щит держат два льва.

#### Герб. Часть X. № 123.
Герб Сергея Скорятина: щит разделен на три части, из которых в верхней, пространной, в голубом поле изображен золотой пистолет (фигура в гербах офицеров брига Меркурий) и под ним серебряная луна, рогами вниз обращённая. Во второй, в золотом поле, масленичная ветвь. В третьей, в серебряном поле - якорь. Щит увенчан дворянским шлемом и короной с тремя страусовыми перьями. Намёт на щите зелёный и голубой, подложенный серебром.